# Камышенка (Заринский район)
Камышенка — упразднённый посёлок в Заринском районе Алтайского края России). Вошёл в состав образованного города Заринск.

## География
Находилась Камышенка на северо-востоке края, в юго-западной части Заринского района, на берегах реки Камышинки, при впадении её в реку Чумыш.

## История
Упоминается на карте губерний и областей Российской Империи вдоль Сибирской железной дороги 1893 г.
К 1911 году — деревня.
В 1918 году входила в состав Алтайского округа.
В марте 1968 г. Совет Министров РСФСР утвердил задание на разработку проекта Алтайского коксохимического завода, с размещением его в районе ст. Заринская. Завод строился возле Камышенки. Теперь на территории вблизи Камышенки нет селитебной зоны, только промзона.
Время упразднения — неизвестно. На карте 1985 года не встречается, на карте 1987 года — есть, без упоминания промышленной застройки.